# Kendrick Etmon
Kendrick Etmon (1991) is een Nederlands acteur. Hij speelde in diverse films en series, waaronder De libi, Stanley H. en Bad Influencer.

## Levensloop
Etmon maakte in maart 2015 zijn acteerdebuut in de korte film Headlines waar hij de rol van Rodrigo vertolkte. Datzelfde jaar maakte hij zijn debuut als televisieacteur in de televisiefilm Geen koningen in ons bloed. Hierna volgde meerdere rollen in televisieseries, waaronder in Flikken Rotterdam, Stanley H. en Bad Influencer.
In juni 2019 maakte Etmon zijn debuut op het grote scherm, in de bioscoopfilm De libi, waarin hij de hoofdrol van halfbroer Frenkie vertolkte. In 2021 vertolkte hij de rol van Suavé in de Netflix-film Forever Rich.

## Filmografie

### Film
- 2015: Headlines, als Rodrigo
- 2015: Geen koningen in ons bloed, als Jasper
- 2017: #Yolo4real, als vriend
- 2017: Tex
- 2019: De libi, als halfbroer Frenkie
- 2020: Alles is zoals het zou moeten zijn, als barista
- 2020: Nova, als trainer
- 2021: Forever Rich, als Suavé
- 2021: Viral, als Marcus
- 2023: La última ascensión, als Rowin
- 2023: Stuwing, als vader
- 2023: Crypto Boy, als Suave
- 2024: Trauma Porn Club, als Leroy
- 2024: De Break-Up Club, als Sven
- 2024: Ferry 2, als Sem
- 2024: Hobi, als Hobi

### Televisie
- 2016: Jeuk, als producent
- 2017: Flikken Rotterdam, als Jerrel Rosalia
- 2019: Stanley H., als Lennie Breeveld
- 2019: Bad Influencer, als Rico
- 2019-2020: Dit zijn wij, als jonge Frank Lionaar
- 2021: NOOD, als agent Frank
- 2022: Seef Spees, als verschillende rollen
- 2024: Koolhoven presenteert, als Leroy
- 2024: Rotown, als Orlando

## Theater
- 2017-2018: La Superba
- 2018-2019: Lightyear Zero
- 2018-2019: The antipodes
- 2018-2019: Allemaal mensen[2]
- 2019-2020: All over: acts of love